# ファインセラミックス製品製造技能士
ファインセラミックス製品製造技能士（ファインセラミックスせいひんせいぞうぎのうし）とは、国家資格である技能検定制度の一種で、かつて都道府県職業能力開発協会が実施していた、ファインセラミックス製品製造に関する学科及び実技試験に合格した者をいう。
2010年（平成22年）12月17日、受験者減少により廃止になった。